# Гируть-Русакевич, Валентина Францевна
Валентина Францевна Гируть-Русакевич (18 октября 1953, Михайловщина, Ошмянский район, Гродненская область — 22 января 2021, Воложин, Минская область, Беларусь) — белорусская поэтесса, журналистка. Член Союз белорусских писателей (1998).

## Биография
Закончила Михайловщинскую среднюю школу (1970), Белорусский государственный университет (факультет журналистики).
В 1975 году начала работать в воложинской районной газете «Працоўная слава». В 1997 году возглавила отдел информации и работы с населением Валожинского райисполкома. С 2004 года работала в Воложинском районным центре культуре руководителем народного литературно-художественного объединения «Рунь».
В 1975—1997 годы работала в воложинской районной газете «Працоўная слава». В 1997—2002 годы возглавляла отдел информации и работы с населением Воложинского райисполкома. С 2004 по 2021 год работала в Воложинском районном центре культуры руководителем народного литературно-художественного объединения «Рунь».
Ещё с молодых лет болела бронхиальной астмой. С возрастом болезней стало больше, но поэтесса много работала. В начале января 2021 года заболела COVID-19 и была госпитализирована, болезнь дала осложнения и В.Гируть была переведена в реанимацию на ИВЛ. Умерла 22 января 2021 года. Захоронена на кладбище недалеко от Воложина.

## Творчество
Первые стихотворении, а их Валентина начала писать с восьмилетнего возраста, были напечатны в 1968 году в Ошмянской районной газете «Красное знамя». После был областной слёт молодых поэтов Гродненщины, выступление на 130-летии со дня рождения Франциска Богушевича, где впервые познакомилась с поэтом Олегом Лойкам. Во время учёбы в университете одно из стихотворений В. Гируть было напечатано в коллективным сборнике «Университет поэтический», где были представленный произведения всех поэтов, кто учился в этом учебным заведении.
Первая книга В. Гируть-Русакевич «Я адкрываю вам душу» вышла под конец 1996 года в серии «Библиотека журнала „Маладость“». До этого были публикации в журнале «Полымя», газетах «Рэспублiка», «Народная газета», «Мiнская праўда». Работав в редакции воложинскай районной газеты, Валентина Францевна вела «Литературную страницу», занималась с юными поэтами в литературным объединении «Рунь», которому в 1997 году было присвоено звание народного. Позже вышли сборники стихотворений «Пад зоркаю лёсу» (1999), «Мовай сэрца» (2008), «На нітцы часу» (2018); книги для детей «Каляровыя вятры» (2011), «А ці ведаеце вы?» (2013).
Тематика стихотворений В. Гируть-Русакевич разная, но главная — любовь к своей Родине. Она часто встречалась с читательской аудиторией в библиотеках, школах и других учреждениях.

### Народное литературно-художественное объединение «Рунь»

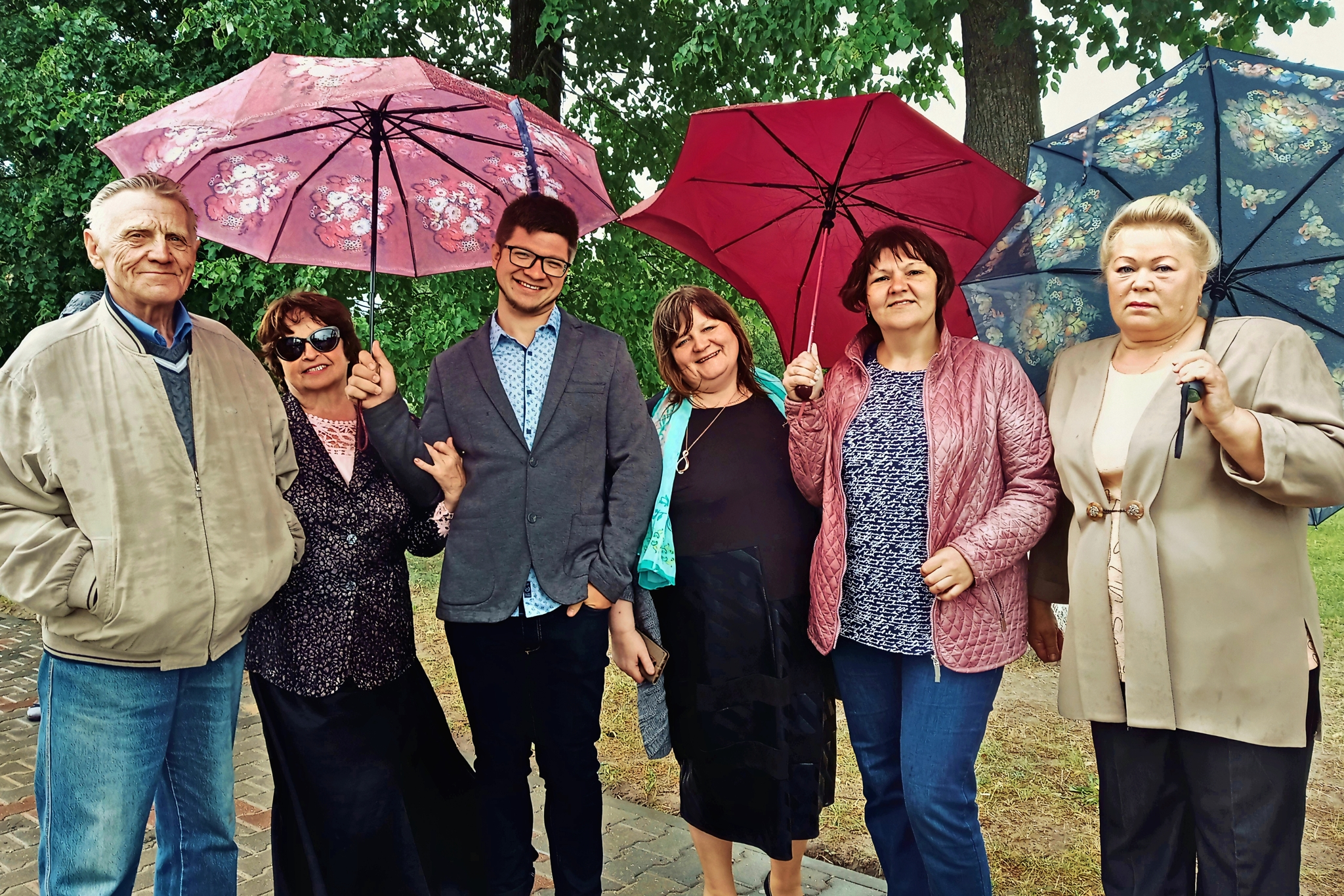
В.Гируть-Русакевич с участниками объединения «Рунь» (2019)

Литературно-художественное объединение «Рунь» создано в 1994 году, первым руководителем которого являлась Валентина Гируть-Русакевич. В 1997 объединению было присвоено звание «народного». В состав объединения входят поэты и прозаики всех возрастов. Среди традиционных форм работы объединения: вечера-портреты, вечера-чествования, литературные встречи, презентации книг, литературные праздники, экскурсии и т. д. Под руководством В. Гируть-Русакевич участники объединения издавали собственные книги и коллективные сборники книг. Всего в объединении состоит около 50 человек. Среди которых как члены союза писателей Беларуси, так и начинающие авторы.

## Память
Аллея памяти Валентины Гируть-Русакевич — 8 октября 2021 в д. Михайловщина высажена аллея имени В. Гируть-Русакевич. К посадке аллеи присоединился муж поэтессы Григорий Николаевич Русакевич, а также председатель сельского Совета Александр Саванец и управляющий делами Жанна Садовская, руководитель и участники народного литературно-художественного объединения «Рунь» Наталья Жилевич, Зинаида Гастилович, Людмила Садовская и Мария Мучинская. Есть 2 внука и 3 внучки .

## Произведении
- Гіруць-Русакевіч, В. Ф. А или ведаеце вы?: стихотворения: для детей мал. шк. возраста / Валянціна Гіруць-Русакевіч; маст. Дана Рунова. — Минск:. Издательский дом «Звязда», 2013. — 32 с.: іл.
- Гіруць-Русакевіч, В. Ф.Мовай сэрца: книга поэзии / Валянціна Гіруць-Русакевіч. — Минск: Маст.лит., 2008. — 158 с.
- Гіруць-Русакевіч, В. Ф. На нітцы часу: избранное / Валянціна Гіруць-Русакевіч. — Минск: Четыре четверти, 2018. — 200 с. — (Библиотека Союза писателей Беларуси).
- Гіруць-Русакевіч, В. Ф. Пад зоркаю лёсу: стихотворения / Валянціна Гіруць-Русакевіч. — Мн.:Белорусский кнігазбор, 1999. — 128 с.
- Гіруць-Русакевіч, В. Ф. Я адкрываю вам душу: стихотворения/ Валянціна Гіруць-Русакевіч. — Минск: Государственного предприятие «Дом прессы», 1996. — 32 с. — (Библиотека журнала «Маладость»).

## Награды
- Почётная грамота Национального собрания Республики Беларусь (3 октября 2011 года) — за заслуги в реализации социальной политики Республики Беларусь и вклад в развитие национальной культуры[1]